# Pies patrolowy
Pies patrolowy – pies używany do zadań patrolowych przez żołnierzy, policjantów lub innych funkcjonariuszy służb mundurowych i specjalnych (np. strażników miejskich).
Głównym zadaniem psów patrolujących jest oddziaływanie prewencyjne. Ponadto mogą być one wykorzystywane w trakcie zgromadzeń i imprez masowych do utrzymania bądź przywrócenia naruszonego porządku publicznego, do interwencji, zatrzymywania, pilnowania i konwojowania zatrzymanych, do organizowania zasadzek i pościgów. Często również szkolone są dodatkowo do tropienia - uzyskane umiejętności kwalifikują je jako psy patrolowo-tropiące.
Odrębną grupę psów patrolowo-tropiących stanowią psy wykorzystywane do ratownictwa wodnego oraz do wyszukiwania zwłok w wodzie.
W Polsce najliczniejsza grupa psów patrolowych wykorzystywana jest w policji. Preferowanymi rasami są tam:
- owczarek niemiecki,
- owczarek belgijski malinois,
- labrador retriever,
- golden retriever,
- terier walijski,
- foksterier,
- nowofundland.